# Mlýnek (Nový Kostel)
Mlýnek (németül Mühlgrün) Nový Kostel településrésze Csehországban a Karlovy Vary-i kerület Chebi járásában. Központi településétől 3 km-re délre fekszik. A 2001-es népszámlálási adatok szerint 7 lakóháza és 13 lakosa van.